# Teodócio
Teodócio († c. 200 d.C.) foi um acadêmico greco-judeu que, provavelmente vivendo em Éfeso por volta de 150 d.C., traduziu a Bíblia hebraica para o grego antigo. É tema de debate se ele trabalhou revisando a Septuaginta ou com base em manuscritos hebraicos de uma tradição paralela que não chegou até nossos tempos. No século II, o texto de Teodócio foi citado no Pastor de Hermas e na obra Trypho do apologista Justino Mártir.
A única referência contemporânea a ele está em Ireneu, que o apresenta, juntamente Áquila de Ponto, outro tradutor, como "prosélitos judeus" que traduziram a "virgem" profetizada em Isaías 7:14 como "moça" ou "donzela", o que foi utilizado pelos ebionitas para supor que Jesus fora gerado por José.

## Tradução da Bíblia
Sua versão final, que preencheu algumas lacunas na versão da Septuaginta do Livro de Jeremias e no Livro de Jó, formava uma das colunas da Hexapla de Orígenes (c. 240 d.C.). Esta obra, que sobreviveu apenas em fragmentos, trazia seis textos gregos e hebraicos alinhados lado-a-lado: duas versões gregas, de Áquila e Símaco, precedendo a Septuaginta e a versão de Teodócio em seguida, aparentemente refletindo o entendimento da época sobre a ordem cronológica das obras.
A tradução de Teodócio foi tão amplamente copiada durante o cristianismo primitivo que sua versão do Livro de Daniel praticamente suplantou a da Septuaginta (que sobreviveu em poucos manuscritos, como o Codex Chisianus, Códice Chigi e o Papiro 967. Jerônimo (em seu prefácio a Daniel, de 407 d.C.) relata a rejeição da versão da Septuaginta de Daniel na época. Ele também menciona ali que a Hexapla tinha notas, indicando diversas diferenças importantes entre o Daniel de Teodócio e as versões anteriores em grego e hebraico. 
A versão de Teodócio é mais próxima da versão moderna hebraica do texto masorético (que se acredita ter sido finalizada por volta de 130 d.C.), que é a base para a maior parte das traduções modernas. O Daniel de Teodócio é também a versão que saiu na edição autorizada da Septuaginta publicada pelo papa Sisto V em 1587.
A precaução de Teodócio na transliteração das palavras hebraicas para plantas, animais, vestimentas e aparatos rituais, e outras de significado incerto, ao invés de simplesmente adotar a forma grega, deu-lhe uma reputação de "iliterato" entre os editores pós-renascença mais criteriosos, como Bernard de Montfaucon.